# Route nationale 347
Pour les articles homonymes, voir Route 347.
La route nationale 347, ou RN 347, était une route nationale française évitant Saumur et Distré que traverse la RN 147 ; en 2006, elle a été déclassée en RD 347.
Auparavant, la RN 347 reliait Lens à Bray-Dunes. À la suite de la réforme de 1972, elle a été déclassée en RD 947 à l'exception du tronc commun avec la RN 345 de La Gorgue à Estaires qui est devenu la RD 945. 

## Ancien tracé de Lens à Bray-Dunes

### Ancien tracé de Lens à Estaires (D 947)
- Lens D 947 (km 0)
- Hulluch (km 5)
- Haisnes-lez-la-Bassée (km 9)
- La Bassée (km 11)
- Violaines-lez-la-Bassée (km 13)
- Les Quatre-Chemins, commune de Lorgies (km 16)
- Petit-Logis, communes de Laventie et de Richebourg (km 19)
- Rouge-Croix, communes de Laventie et de Richebourg (km 20)
- Estaires D 947 (km 26)

### Ancien tracé d'Estaires à Stenvoorde (D 947)
- Estaires D 947 (km 26)
- Neuf-Berquin (km 31)
- Vieux-Berquin (km 35)
- Strazeele (km 38)
- Caëstre (km 43)
- Eecke (km 45)
- Steenvoorde D 947 (km 50)

### Ancien tracé de Stenvoorde à Bray-Dunes (D 947)
- Steenvoorde D 947 (km 50)
- Droogland, commune de Winnezeele (km 54)
- La Kruystraete, commune de Bambecque (km 61)
- Les Cinq-Chemins, commune d'Oost-Cappel (km 63)
- Killem-Linde, communes de Killem et de Hondschoote (km 68)
- Hondschoote (km 69)
- Les Moëres (km 74)
- Ghyvelde (km 79)
- Bray-Dunes D 947 (km 83)

## Rocade ouest de Saumur (D 347)
- Giratoire entre la RD 347 et la RD 347E
- Giratoire avec la RD 960
- : Saumur-sud
- : Saumur-centre, Saint-Hilaire-Saint-Florent, Fontevraud-l'Abbaye, Chinon, Châtellerault
- D 952 : Saumur-gare, Saint-Martin-de-la-Place, Les Rosiers-sur-Loire, Angers-Touristique, Tours
- : Saint-Lambert-des-Levées
- : Saumur-nord
- Giratoire entre la RD 347 et la RD 347E